# Leonard Petersen
Leonard Petersen (* 20. Jahrhundert) ist ein deutscher Filmkomponist.

## Leben
Leonard Petersen studierte zunächst Englisch und Musik an der Universität der Künste Berlin. Ab 2011 folgte ein Masterstudium für Filmmusik an der Filmuniversität Babelsberg Konrad Wolf. Seit 2015 ist er selbständig als Komponist für Film und Medien. Sein Schaffen umfasst rund zwei Dutzend Produktionen für Film und Fernsehen.
2015 wurde er mit dem Nachwuchspreis des Deutschen Filmmusikpreises ausgezeichnet.

## Filmografie (Auswahl)
- 2014: Innenkind
- 2015: Kafkanistan
- 2015: Der Bunker
- 2016: Wann endlich küsst du mich?
- 2016: Wir sind die Flut
- 2017: Blind & Hässlich
- 2017: Detour
- 2018: SOKO Potsdam (Fernsehserie, 6 Folgen)
- 2019: Zu weit weg
- 2020: Deutscher (Fernseh-Vierteiler)
- 2020: Im Abgrund
- 2021: Wenn das fünfte Lichtlein brennt
- 2022: Martha Liebermann – Ein gestohlenes Leben
- 2023: Tatort: Schutzmaßnahmen
- 2023: Tod den Lebenden (Fernsehsechsteiler)
- 2024: Polizeiruf 110: Diebe
- 2025: Zimmer im Grünen – Herzenswege